# 塔碼卡汀
塔碼卡汀是17世紀台灣西拉雅族信仰的一位女神，西拉雅十三神之一。與丈夫塔卡萊共同掌管祭典、宴會之事儀。